# 1281
Évszázadok: 12. század – 13. század – 14. század
Évtizedek: 1230-as évek – 1240-es évek – 1250-es évek – 1260-as évek – 1270-es évek – 1280-as évek – 1290-es évek – 1300-as évek – 1310-es évek – 1320-as évek – 1330-as évek
Évek: 1276 – 1277 – 1278 – 1279 –  1280 – 1281 – 1282 – 1283 – 1284 – 1285 – 1286

## Események

### Határozott dátumú események
- február 22. – IV. Márton pápa megválasztása. (1285-ig uralkodik.)[1]
- augusztus 15. – Tájfun hiúsítja meg a mongol inváziót a japán partoknál.

### Határozatlan dátumú események
- január X. Alfonz kasztíliai király letartóztatja az országban élő összes zsidót, és váltságdíjat kér a szabadon bocsátásukért.[2]
- tavasz – IV. László magyar király leváltja Finát és a nádori méltóságra Kőszegi Jánost emeli.[3]
- az év folyamán – II. Andronikosz bizánci császár társuralkodóvá emeli fiát IX. Mikhaélt. (Mikhaélt 1295-ben megkoronázzák, aki még apja életében, 1320-ban meghal.)